# Gare d'Èze-sur-Mer
La gare d'Èze-sur-Mer est une gare ferroviaire française de la ligne de Marseille-Saint-Charles à Vintimille (frontière), située à Èze bord de mer, sur le territoire de la commune d'Èze, dans le département des Alpes-Maritimes en région Provence-Alpes-Côte d'Azur.
C'est une halte voyageurs de la Société nationale des chemins de fer français (SNCF), desservie par des trains TER Provence-Alpes-Côte d'Azur.

## Situation ferroviaire
Établie à 18 mètres d'altitude, la gare d'Èze-sur-Mer est située au point kilométrique (PK) 233,532 de la ligne de Marseille-Saint-Charles à Vintimille (frontière), entre les gares de Beaulieu-sur-Mer et de Cap-d'Ail.
Ses deux quais latéraux présentent la particularité d'être traversés par un passage à niveau.

## Histoire
Mise en service en 1866, elle est de type standard PLM Sud pour une station de 4e classe sur la ligne de Marseille à Vintimille (frontière).

## Fréquence
De 2015 à 2023, selon les estimations de la SNCF, la fréquentation annuelle de la gare s'élève aux nombres indiqués dans le tableau ci-dessous.
| Année     | 2015   | 2016   | 2017    | 2018    | 2019    | 2020   | 2021   | 2022    | 2023    |
| --------- | ------ | ------ | ------- | ------- | ------- | ------ | ------ | ------- | ------- |
| Voyageurs | 95 155 | 99 817 | 123 802 | 121 230 | 157 317 | 74 836 | 96 384 | 195 128 | 288 274 |

## Service des voyageurs

### Accueil
Halte SNCF, c'est un point d'arrêt non géré (PANG) à accès libre. Elle est équipée d'automates pour l'achat de titres de transport.

### Desserte
Èze-sur-Mer est desservie par des trains TER PACA qui effectuent des missions entre les gares de Grasse et Vintimille.